# Порт-Орчерд (Вашингтон)
Порт-Орчерд (англ. Port Orchard) — місто (англ. city) в США, в окрузі Кітсеп штату Вашингтон. Населення — 15 587 осіб (2020).

## Географія
Порт-Орчерд розташований за координатами 47°31′8″ пн. ш. 122°39′18″ зх. д. / 47.51889° пн. ш. 122.65500° зх. д. (47.519008, -122.655060).  За даними Бюро перепису населення США в 2010 році місто мало площу 22,05 км², з яких 18,75 км² — суходіл та 3,30 км² — водойми. В 2017 році площа становила 28,75 км², з яких 25,00 км² — суходіл та 3,74 км² — водойми.

## Демографія
Згідно з переписом 2010 року, у місті мешкали 11 144 особи в 4278 домогосподарствах у складі 2726 родин. Густота населення становила 505 осіб/км².  Було 4630 помешкань (210/км²).
Расовий склад населення:
| - 80,8 % — білих - 5,8 % — азіатів - 3,4 % — чорних або афроамериканців - 1,4 % — вихідців з тихоокеанських островів - 1,3 % — корінних американців - 1,0 % — осіб інших рас |

До двох чи більше рас належало 6,4 %. Частка іспаномовних становила 6,6 % від усіх жителів.
За віковим діапазоном населення розподілялося таким чином: 23,5 % — особи молодші 18 років, 63,0 % — особи у віці 18—64 років, 13,5 % — особи у віці 65 років та старші. Медіана віку мешканця становила 34,5 року. На 100 осіб жіночої статі у місті припадало 101,2 чоловіків;  на 100 жінок у віці від 18 років та старших — 98,1 чоловіків також старших 18 років.
Середній дохід на одне домашнє господарство  становив 79 158 доларів США (медіана — 62 587), а середній дохід на одну сім'ю — 84 740 доларів (медіана — 76 067). Медіана доходів становила 62 393 долари для чоловіків та 49 875 доларів для жінок. За межею бідності перебувало 13,8 % осіб, у тому числі 20,0 % дітей у віці до 18 років та 5,4 % осіб у віці 65 років та старших.
Цивільне працевлаштоване населення становило 4432 особи. Основні галузі зайнятості: освіта, охорона здоров'я та соціальна допомога — 23,1 %, роздрібна торгівля — 18,4 %, виробництво — 15,4 %.